# 蒙哥马利·威尔逊
蒙哥马利·威尔逊（英語：Montgomery Wilson，1909年8月20日—1964年11月15日），加拿大男子花样滑冰运动员。他曾代表加拿大参加1928年、1932年和1936年冬季奥林匹克运动会花样滑冰比赛，其中1932年冬季奥运会获得一枚铜牌。